# 1998 at the Star Club
1998 at the Star Club è un doppio CD live dei Man, pubblicato nel 1998 da una etichetta sconosciuta e poi ripubblicata dalla Point Records nel 2005. Il disco fu registrato dal vivo il 27 marzo del 1998 al The Star Club di Oberhausen (Germania).

## Tracce
CD 1
1. The Ride and the View – 12:45 (Deke Leonard)
2. C'mon – 26:22 (Micky Jones, Phil Ryan, Terry Williams, Clive John)
3. Do It – 9:42 (Deke Leonard)
4. (Something in My Heart Says) No – 6:20 (Deke Leonard)
5. Drivin' Around – 17:20 (Martin Ace, Micky Jones, Deke Leonard, John Weathers)

CD 2
1. Band Intro – 2:01
2. Many Are Called but Few Get Up/The Storm – 13:48 (Martin Ace, Clive John, Micky Jones, Deke Leonard, Terry Williams)
3. Bananas – 16:06 (Micky Jones, Phil Ryan, Terry Williams, Clive John)
4. Romain – 5:36 (Martin Ace, Deke Leonard, Micky Jones)
5. Spunk Rock – 22:33 (Micky Jones, Clive John)

## Musicisti
- Micky Jones  - chitarra, voce
- Deke Leonard  - chitarra, pianoforte, voce
- Phil Ryan  - tastiera
- Martin Ace  - basso, tuba, voce
- Bob Richards  - batteria